# Бэгизм

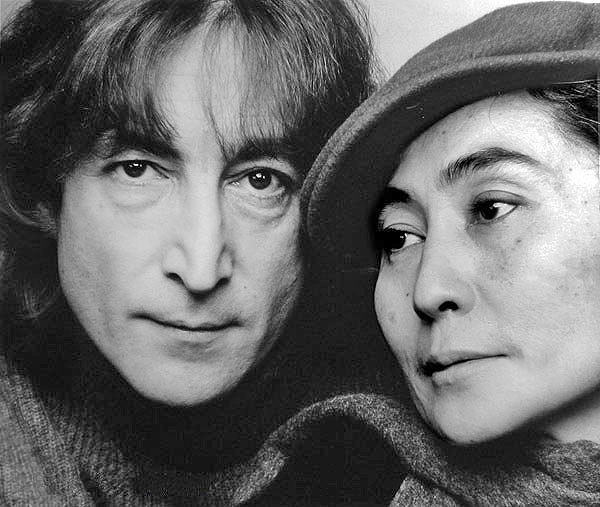
Джон Леннон и Йоко Оно

Бэгизм (англ. Bagism; от слова «bag» — мешок) — концепция, придуманная Джоном Ленноном и Йоко Оно в рамках их кампании по борьбе за мир в конце 1960-х. Цель бэгизма состояла в том, чтобы высмеять предрассудки и стереотипы, заставляющие людей судить друг о друге по цвету кожи, полу, длине волос, одежде, возрасту или любым другим внешним признакам. Идея бэгизма предполагала прятать тело в мешок, подчеркивая основную мысль теории — «Самого главного глазами не увидишь, зорко одно лишь сердце». Бэгизм был придуман как форма свободного общения: вместо того, чтобы сосредотачиваться на внешнем виде, бэгисты просто общались между собой.

## Цель и появление
Джон Леннон и Йоко Оно представили идею бэгизма во время пресс-конференции в Вене (31 марта 1969 года), рассказав о ней более подробно в интервью журналисту Дэвиду Фросту 14 июня: 
Что такое „бэгизм“? Это как ярлык для всего, что мы делаем, ведь мы все в мешке, и мы поняли, что вышли из двух мешков: я был в своём поп-мешке, вращался в своём кругу, а она была в своем андеграундстском кружке, вы вот в своём телекружке, а они в своём... ну, понятно? Все мы время от времени выглядываем наружу, но не общаемся. Мы все рассуждаем, что между музыкой, изобразительным искусством и поэзией нет границ... но мы все такие — „я рок-н-ролльщик“, „он поэт“. Вот мы и придумали это слово; и когда нас спрашивают, что это, мы отвечаем: мы все в мешке, детка!“.
Посмотревший это интервью британский актёр Кеннет Уильямс отметил гротескность и чудаковатость «битла, женившегося на азиатке», подчеркнув, что он производит глупое впечатление. «Они с женой часто дают „интервью“, сидя в мешке, чтобы добиться объективности», — писал Уильямс, — «а ещё устраивают „лёжки протеста“ — долго лежат в постели и впускают в комнату энное количество людей». Актёр задался вопросом: зачем вообще брать у Леннона интервью? «Ума не приложу, чего этот бывший поп-певец добивается, разглагольствуя о состоянии человечества. Слушать его — мозги болят», — заключил Уильямс.
Бэгизм отражал причудливый, беспечный и зачастую комедийный подход других мирных акций Джона и Йоко, таких как «В постели за мир». Привлекая внимание масс своей диковинной предпосылкой, бэгизм нёс в себе социальное и политическое послание миру. По словам Леннона: «Мы с Йоко вполне готовы стать клоунами для всего мира, если, делая это, мы приносим какую-то пользу».
Йоко Оно отмечала, что бэгизм был вдохновлён одной из основных тем «Маленького принца» Антуана де Сент-Экзюпери, которая звучала так: «Самого главного глазами не увидишь, зорко одно лишь сердце». По мнению художницы, скрывающий внешность мешок (её и Джона) подтолкнёт собеседника сконцентрироваться на сущности человека или сути его послания.

## The Alchemical Wedding
Ранее пара уже продемонстрировала подобную концепцию на The Alchemical Wedding, встрече андеграундных художников, в лондонском Королевском Альберт-холле в конце 1968 года. Мероприятие было организовано силами Arts Lab и BIT, чьи руководители стремились бросить вызов аудитории стать участниками, а не пассивным посетителем перформанса. Джон и Йоко залезли в большой белый мешок на сцене, сели, скрестив ноги, колени к коленям, присели на корточки и закрыли молнию. Они поменяли позу только дважды за 45 минут, пригнувшись ещё ниже. Это был серьёзный вызов для аудитории.
«Играли музыканты, разглагольствовали поэты, а Джон и Йоко забрались в свой белый, похожий на простыню, мешок на сцене и оставались там вне поля зрения целую вечность. Я наблюдал, как мимо медленно проползает ребёнок. Их мешок стал событием. Весь хаос разразился, когда молодая женщина, одна из зрительниц, сняла с себя одежду и начала танцевать обнажённой в эйфории. Когда была вызвана полиция и служащие попытались увести её, другие люди начали раздеваться в знак солидарности. Полицейские опешили, в итоге удалось договориться, и никого не арестовали. Инцидент с обнажённой девушкой с сопроводительной фотографией попал на первые полосы лондонских вечерних газет», — вспоминал Ли Харрис.

## Бэгизм в песнях Джона Леннона
Бэгизм трижды упоминался в песнях Джона Леннона. Первый раз — в «The Ballad of John and Yoko», где присутствует строчка о «eating chocolate cake in a bag», что было отсылкой к пресс-конференции в Вене, второй — в песне «Come Together», где музыкант поёт: «He bag production». Эта строчка является прямой отсылкой к Bag Productions Ltd, компании Леннона по связям с общественностью, которая получила название в честь бэгизма. Третье упоминание фигурирует в песне «Give Peace a Chance»: «Everybody's talkin' about Bagism, Shagism, Dragism, Madism, Ragism, Tagism, This-ism, That-ism, ism, ism, ism».
Музыкальные клипы на песни «Nobody Told Me» (3 минута 02 секунда) и «Mind Games» (версия 1992 года, 2 минута 15 секунда) включают короткие фрагменты с человеком, находящимся внутри чёрного мешка, который закрывает всё его тело, кроме ног, во время прогулки по Кингс-роуд в Лондоне.

## Бэгизм в творчестве Йоко Оно
Перформанс Йоко Оно под названием «Bag Piece» стал одним из самых знаменитых в творчестве авангардной художницы. Для реализации идеи использовалась черная ткань из японского хлопка, благодаря чему артист (или сторонний человек) мог видеть зрителей, а они его — нет. Концепция перформанса была абсолютно произвольной и не имела ограничений по времени: участникам предлагалось раздеться внутри мешка и выполнять любые другие действия, например потанцевать, заняться медитацией или поспать. Впоследствии «Bag Piece» стал самой частой инсталляцией Йоко Оно в нью-йоркском Музее современного искусства. Реджинальд Хорас Блайс в своей книге A History of Haiku отмечал: 
„Bag Piece“, как эфемерное событие, также делает видимой загадочную связь между пространством и формами, которая предполагает философские и психологические соображения между внутренним и внешним. Зрителей заранее предупреждают о качествах, скрытых за завесой внешности. [В этом перформансе] Оно, кажется, ссылается на принцип хайку, который гласит, что вещь «конкретна», но «имеет» бесконечное количество значений.

## Наследие

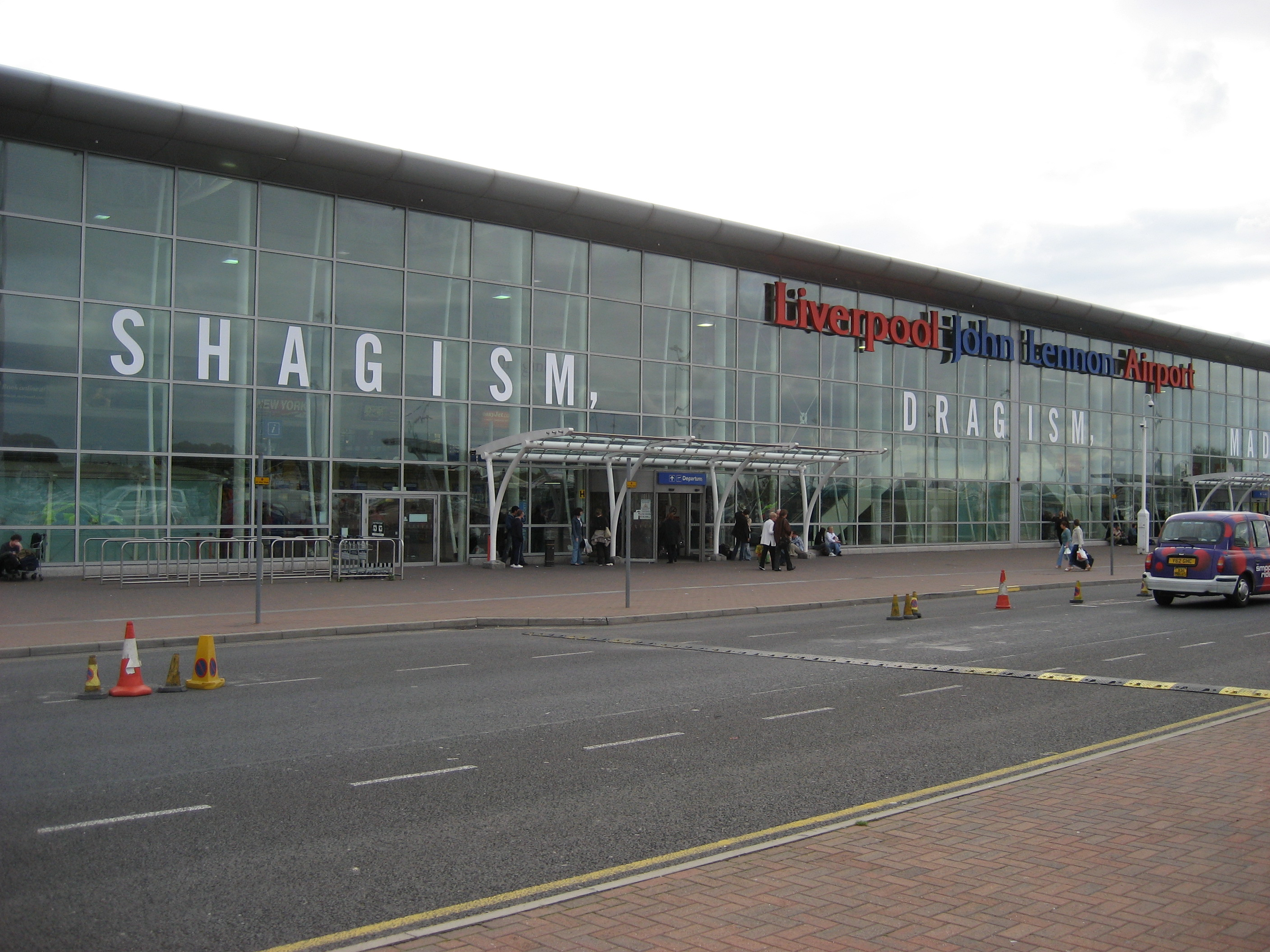
Окна аэропорта имени Джона Леннона (2006)

В 2006 году на передних окнах ливерпульского аэропорта имени Джона Леннона были развешены слова «Bagism, Shagism, Dragism, Madism, Ragism, Tagism». Наряду с этим, строчки из различных песен Леннона были развешены во внутренних помещениях аэропорта.
В 2016 году название «Bagism: We Are All in the Same Bag!» получила выставка, посвящённая сумкам знаменитостей. По словам куратора мероприятия Пенни Лю, термин «бэгизм» был использован для обозначения социальной и культурной значимости сумок.

## Примечание
1. 1 2 3  Браун, Крейг. One Two Three Four: «Битлз» в ритме времени. — М.: Колибри, 2021. — С. 524. — 592 с. — ISBN 978-5-389-19873-9.
2. ↑  McGann, Hilary. Man finds John Lennon’s letter to Queen tucked inside a record sleeve (англ.). CNN (18 октября 2016). Дата обращения: 1 октября 2022. Архивировано 1 октября 2022 года.
3. 1 2  John Lennon and Yoko Ono define 'Bagism' on The David Frost Show (англ.). Far Out Magazine. Дата обращения: 12 сентября 2022. Архивировано 12 сентября 2022 года.
4. ↑  «John Lennon & Yoko Ono: Bagism Press Conference 3/31/1969» Архивная копия от 29 января 2022 на Wayback Machine, The Beatles Ultimate Experience.
5. ↑  «Television: John Lennon and Yoko Ono on The David Frost Show» Архивная копия от 8 апреля 2022 на Wayback Machine, The Beatles' Bible.
6. ↑  Браун, Крейг. One Two Three Four: «Битлз» в ритме времени. — М.: Колибри, 2021. — С. 526. — 592 с. — ISBN 978-5-389-19873-9.
7. ↑  «John Lennon — Bagism» Архивная копия от 25 сентября 2022 на Wayback Machine Excerpt from the documentary Imagine: John Lennon, (1988), YouTube.
8. ↑  Beram, Nell; Boriss-Krimsky, Carolyn. Yoko Ono: Collector of Skies (англ.). — Abrams, 2012. — 176 p. — ISBN 9781613125137. Архивировано 12 сентября 2022 года.
9. ↑  Lee Harris' involvement with the Arts Lab and Alchemical Wedding. Дата обращения: 30 октября 2010. Архивировано из оригинала 20 декабря 2016 года.
10. ↑  Джон Леннон и Йоко Оно едят шоколадный торт под одеялом на пресс–конференции в отеле Sacher. Вена, Австрия, 31 марта 1969 (англ.). historydocs.d3.ru. Дата обращения: 12 сентября 2022. Архивировано 12 сентября 2022 года.
11. ↑  Hertzberg, Hendrik (5 июля 2010). Give John a Chance. The New Yorker. Архивировано 31 октября 2016. Дата обращения: 30 октября 2016.
12. ↑  Vargas, Vanessa. Memories from the bag. BackRoom (30 мая 2014). Дата обращения: 12 сентября 2022. Архивировано 12 сентября 2022 года.
13. ↑  Blyth, R.H. A History of Haiku, vol 1. From the beginning up to Issa (англ.). — Hokuseido Press, 1963. — P. 164. — 427 p. — ISBN 9780893460662. Архивировано 12 сентября 2022 года.
14. ↑  Rowan, Terry. Penny Laine's Anthology. — Lulu.com, 2015. — С. 174. — 334 с. — ISBN 9781105582301. Архивировано 1 октября 2022 года.
15. ↑  Bagism is back, sort of (англ.). Nation Thailand (14 августа 2016). Дата обращения: 1 октября 2022. Архивировано 1 октября 2022 года.